# Callipia paradisea
Callipia paradisea är en fjärilsart som beskrevs av Thierry-mieg 1904. Callipia paradisea ingår i släktet Callipia och familjen mätare. Inga underarter finns listade i Catalogue of Life.